# 159743 Kluk
159743 Kluk è un asteroide della fascia principale. Scoperto nel 2003, presenta un'orbita caratterizzata da un semiasse maggiore pari a 2,3419012 UA e da un'eccentricità di 0,1948790, inclinata di 2,40904° rispetto all'eclittica.